# Louis-Philippe Gauthier
Pour les articles homonymes, voir Gauthier.
Louis-Philippe Gauthier (17 janvier 1876-7 juillet 1946) est un médecin et homme politique fédéral du Québec.

## Biographie
Né à Sainte-Anne-des-Monts en Gaspésie, il fit ses études au Séminaire de Rimouski, au Collège de Lévis et à l'Université Laval de Québec. Ensuite, il pratiqua la médecine dans son village natal. Il devint député du Parti conservateur dans la circonscription fédérale de Gaspé en 1911. Durant la Première Guerre mondiale, il servit outre-mer et atteint le rang de major en 1916 dans les 57e et 171e Régiments. Il perdit les élections de 1917 face à l'ancien député Rodolphe Lemieux, qu'il avait lui-même défait six ans plus tôt.
Le sénateur et député d'Ottawa-Est en Ontario, Jean-Robert Gauthier, est son petit-fils.